# Jan Buxaderas
Jan Buxaderas i Escolà (Aguilar de Segarra, 27 de octubre de 2000) es un actor español, conocido principalmente por sus actuaciones en teatro.

## Trayectoria
Buxaderas comenzó a trabajar en el teatro a una edad temprana. Su primer papel fue en la adaptación del musical Hairspray. Durante su adolescencia estudió actuación en la Escuela Manresa Teatro Musical (MTM), y posteriormente realizó estudios en la Escuela Aules Arts Escèniques de Barcelona.
Debutó profesionalmente en 2013, al interpretar el papel de Kurt en la adaptación teatral de Sonrisas y lágrimas en el Teatro Tívoli de Barcelona. En los años siguientes participó en las obras Grease (2017) de la Escuela Manresa Teatro Musical, Hansel y Gretel (2018) en el Teatro Sant Andreu, y Un cau de mil secretos (2018)  inspirado en la obra de Antoni Gaudí en La Pedrera. En diciembre de 2018 realizó una aparición en la serie Com si fos ahir, de TV3.
En 2021 formó parte de la gira de La cabra o ¿quien es Sylvia? y formó parte del elenco del musical Grease en el Teatro Nuevo Alcalá de Madrid, interpretando a Kenickie y en algunas ocasiones a Danny. En mayo de 2022 fue confirmado en el papel de Sky, en elenco de la nueva producción del musical Mamma Mia! en Teatro Rialto. Por su actuación fue galarnonado con el premio a la mejor Interpretación Destacada Masculina en los Premios del Teatro Musical. Ese año también participó en la serie Servir y proteger de Televisión Española.
En 2023 fue seleccionado para interpretar a Elder Price, protagonista del musical The Book of Mormon. Su actuación le valió la nominación al mejor actor de teatro musical en los Premios Talía, a mejor actor protagonista en los Premios del Teatro Musical y a mejor interpretación protagonista en los XXXIII Premios de la Unión de Actores y Actrices. Fue parte del elenco hasta enero de 2025.
En 2023 fue seleccionado en el papel de Éric Picó en la serie juvenil de 3Cat, Jo mai mai, la cual fue estrenada en enero de 2024. Como parte del elenco, interpretó varias versiones de las canciones incluidas en la banda sonora.
En 2025, recibió el Premio Unión de Actores al mejor Actor Protagonista de Teatro, por la función The Book of Mormon.

## Filmografía

### Televisión
| Año       | Título                             | Personaje               | Notas             |
| --------- | ---------------------------------- | ----------------------- | ----------------- |
| 2018      | Com si fos ahir                    | Joan                    | Papel recurrente  |
| 2022      | Servir y proteger                  | Marcos Bremon Contreras | Elenco secundario |
| 2024-2025 | Jo mai mai                         | Èric Picó Martínez      | Elenco principal  |
| 2025      | Ladrones: La tiara de santa Águeda | Jaume Enrique Doménech  | Elenco principal  |

### Teatro
| Año       | Título                       | Personaje                     | Director          | Teatro                       |
| --------- | ---------------------------- | ----------------------------- | ----------------- | ---------------------------- |
| 2013      | Sonrisas y lágrimas          | Kurt                          | Jaime Azpilicueta | Teatro Tívoli (Barcelona)    |
| 2021      | La cabra o ¿quien es Sylvia? | Billy                         | Iván Morales      | Gira por Cataluña            |
| 2021      | Grease                       | Kenickie / Danny (alternante) | David Serrano     | Teatro Nuevo Alcalá (Madrid) |
| 2022-2023 | Mamma Mia!                   | Sky                           |                   | Teatro Rialto (Madrid)       |
| 2023-2025 | The Book of Mormon           | Elder Prince                  | David Serrano     | Teatro Calderón (Madrid)     |